# Халеф, Махеддин
Махеддин Халеф (араб. محيي الدين خالف‎; 17 января 1944, Mechra Bel Ksiri, Sidi Kacem Province — 10 декабря 2024, Алжир) — алжирский футболист и футбольный тренер, работал с национальной сборной Алжира.

## Тренерская работа
Впервые возглавил национальную команду летом 1979 года и проработал с ней чуть больше года. За это время в тандеме с югославским специалистом Здравко Райковым руководил сборной в розыгрыше Кубка африканских наций 1980, где они достигли финала, в котором уступили сборной Нигерии.
Позже в этом же году руководил олимпийской сборной Алжира на Олимпийских играх в Москве, где его подопечные вышли из группы, но в четвертьфинале уступили югославам.
В марте 1982 года Халефа снова пригласили тренировать национальную сборную Алжира, которая готовилась к участию в прошлогоднем чемпионате мира в Испании. Во время финальной части турнира снова работал в паре, на этот раз с Рашидом Меклуфи. Возглавляемая тандемом тренеров африканская команда в первой игре на турнире сенсационно обыграла действующих чемпионов Европы сборную ФРГ (2:1), затем проиграла матч сборной Австрии (0:2), а в последнем туре победила сборную Чили (3:2), что давало сборной хорошие шансы на выход в следующую стадию. Однако в следующий круг соревнований алжирцы не попали, поскольку в последней игре группового турнира между сборными Австрии и ФРГ, был зафиксирован счет 1:0 в пользу немцев. Это был один из немногих вариантов, который обеспечивал выход во второй раунд обеих европейских команд (значительная победа ФРГ оставляла бы за его бортом австрийцев, а ничья или поражение немцев исключало их бы из дальнейшей борьбы). Поэтому после открытия счета в матче немцами на 10-й минуте игры установился счет, который устраивал обе команды-участницы, которые после 10-й минуты начали откровенно доигрывать матч, что вызвало большой скандал по завершении матча.
В третий и последний раз Халеф работал со сборной Алжира 1984 года.
Умер 10 декабря 2024 года в Алжире в возрасте 80 лет.